# Furato
Furato (Firatt in dialetto milanese, AFI: [fiˈrat]) è l'unica frazione di Inveruno.

## Storia

Monumento ai caduti delle due guerre mondiali a Furato

Sito ad oriente rispetto al centro abitato di Inveruno, in direzione di Casorezzo, Furato ha origini medievali e fu comune autonomo fino al 1870.
La sua posizione isolata nella campagna rispetto a Inveruno ne favorì nei secoli uno sviluppo autonomo con forti differenze linguistiche a livello dialettale nonché una diversa economia basata esclusivamente sull'agricoltura che nel contempo si rivelò un sintomo di arretratezza per il borgo con l'avvento dell'era industriale.
In base al censimento voluto nel 1751 dall'imperatrice Maria Teresa, il comune di Furato contava 165 anime. Alla proclamazione del Regno d'Italia nel 1805 risultava avere 132 abitanti. Nel 1809 fu soppresso con regio decreto di Napoleone ed annesso a Inveruno, salvo esser spostato sotto Busto Garolfo nel 1811. Il Comune di Furato fu quindi ripristinato, non senza qualche tentennamento, con il ritorno degli austriaci, arrivando a contare 343 residenti nel 1853, saliti a 383 nel 1859 e nuovamente ridiscesi a 378 nel 1861. Il comune fu infine definitivamente soppresso con un decreto di Vittorio Emanuele II nel 1870, unendolo nuovamente a Inveruno.
Nel 1900 Furato venne dotata di un primo edificio scolastico che rimase in attività per i successivi 70 anni sino alla costruzione dell'attuale complesso moderno.
Negli anni della seconda guerra mondiale, Furato venne dotata di un proprio acquedotto, fatto erigere su interessamento del sindaco inverunese Gian Luigi Baffa.

## Monumenti e luoghi d'interesse

### Architetture religiose

#### Chiesa parrocchiale di Santa Maria Nascente

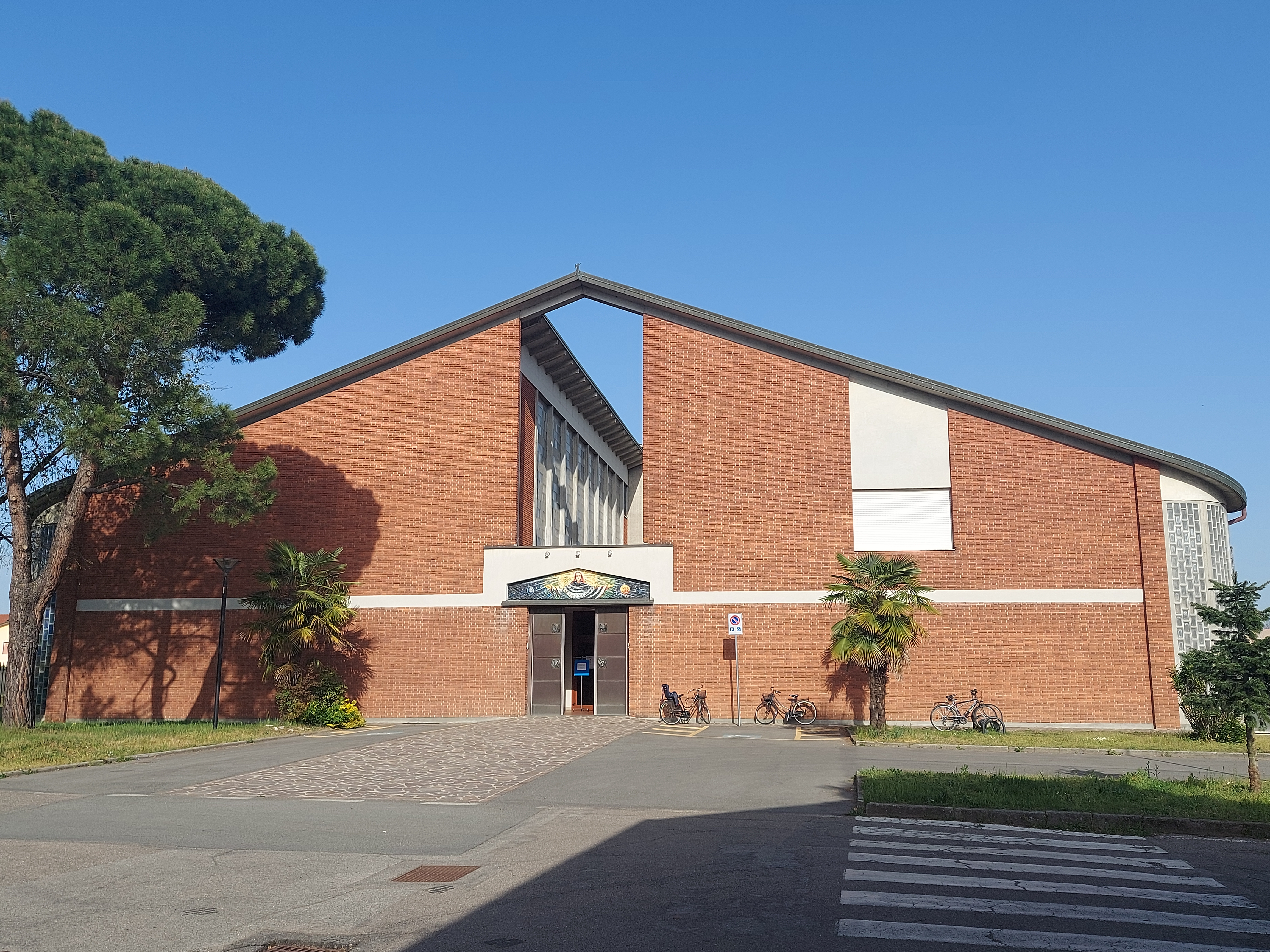
La facciata della chiesa di Santa Maria Nascente a Furato

La chiesa parrocchiale di Santa Maria Nascente in Furato venne eretta, dopo la demolizione della precedente, negli anni '60 del Novecento quando, su richiesta degli abitanti della frazione che si era ingrandita sino a raggiungere gli 800 abitanti, si iniziò una raccolta fondi per la costruzione di un tempio sacro in loco per maggiore comodità degli abitanti della borgata. I lavori ebbero inizio nel 1967 e si conclusero due anni dopo con la solenne dedicazione della chiesa il 16 novembre 1969 ad opera dell'arcivescovo Giovanni Colombo. 
Esternamente, la facciata della chiesa si presenta con il classico stile "a capanna" ed è realizzata in mattoni rossi con un lungo corridoio centrale che consente l'apertura di finestre che illuminano l'interno del complesso. Sopra il portale bronzeo si apre un timpano decorato ad affresco riproducente la Madonna.
La chiesa possiede un concerto di 5 campane in Si bemolle3, fuso nel 1949 dalla ditta Fratelli Barigozzi e recuperato dal precedente campanile della chiesa parrocchiale.